# Amer Al Kaabi
Amer Al Kaabi (Qatar, 20 maggio 1971) è un ex calciatore qatariota, portiere della Nazionale qatariota.

## Palmarès

### Club

#### Competizioni nazionali
- Campionato saudita: 3

Al-Ittihad: 1999-2000, 2000-2001, 2002-2003
- Coppa della Corona del Principe saudita: 2

Al-Ittihad: 2000-2001, 2003-2004
- Qatar Stars League: 1

Al-Gharafa: 2004-2005

#### Competizioni internazionali
- AFC Champions League: 1

Al-Ittihad: 2004